# Нові Олешки (зупинний пункт)
Нові́ Оле́шки — пасажирський зупинний пункт Херсонської дирекції Одеської залізниці на лінії Снігурівка — 51 км, розташований між станцією Братолюбівка (5 км) та зупинним пунктом Велика Благовіщенка (9 км).
Розташований біля сіл Запорізьке та Дубівка Горностаївського району Херсонської області.